# Poraniella echinulata
Poraniella echinulata is een zeester uit de familie Asteropseidae.
De wetenschappelijke naam van de soort werd in 1881 gepubliceerd door Edmond Perrier.